# 大眼無齒脂鯉
大眼無齒脂鯉，為輻鰭魚綱脂鯉目脂鯉亞目無齒脂鯉科的其中一個種，分布於南美洲巴西Poti與巴纳伊巴河（Parnaiba）流域，體長可達17.6公分，棲息在河川中底層水域，生活習性不明。